# Labyrinth (GFriend)
Labyrinth (stilizzato 回:Labyrinth) è il nono EP del girl group sudcoreano GFriend, pubblicato nel 2020.

## Tracce
1. Labyrinth – 3:21 (testo: "Hitman" Bang, Cho Yoon-kyung, Noh Joo-hwan, ADORA, Sophia Pae – musica: Noh Joo-hwan, Lee Won-jong, Kim Jung-woo, FRANTS, Sophia Pae, Carlos K, ADORA, Kim Yeon-seo)
2. Crossroads (교차로?, GyocharoLR) – 3:23 (testo: Noh Joo-hwan – musica: Noh Joo-hwan, Lee Won-jong)
3. Here We Are – 3:27 (Jeong Ho-hyeon (e.one))
4. Eclipse (지금 만나러 갑니다?, Jigeum mannareo gabnidaLR, lit. I'm going to meet you now) – 3:25 (SCORE (13), MEGATONE (13), DOOR (13))
5. Dreamcatcher – 3:18 (Kim Yeon-seo, Dvwn, minGtion)
6. From Me – 3:41 (testo: Noh Joo-hwan, Jeina Choi, "hitman"bang – musica: Noh Joo-hwan, Lee Won-jong)

## Successo commerciale
Nella classifica giapponese delle vendite fisiche e digitali Labyrinth ha esordito al 43º posto con 998 esemplari.

## Classifiche
| Classifica (2020) | Posizione massima |
| ----------------- | ----------------- |
| Corea del Sud     | 1                 |